# Torre de la iglesia de San Martín (Ocaña)
La torre de la iglesia de San Martín es una torre de la localidad española de Ocaña, en la provincia de Toledo. Cuenta con el estatus de bien de interés cultural. 

## Historia

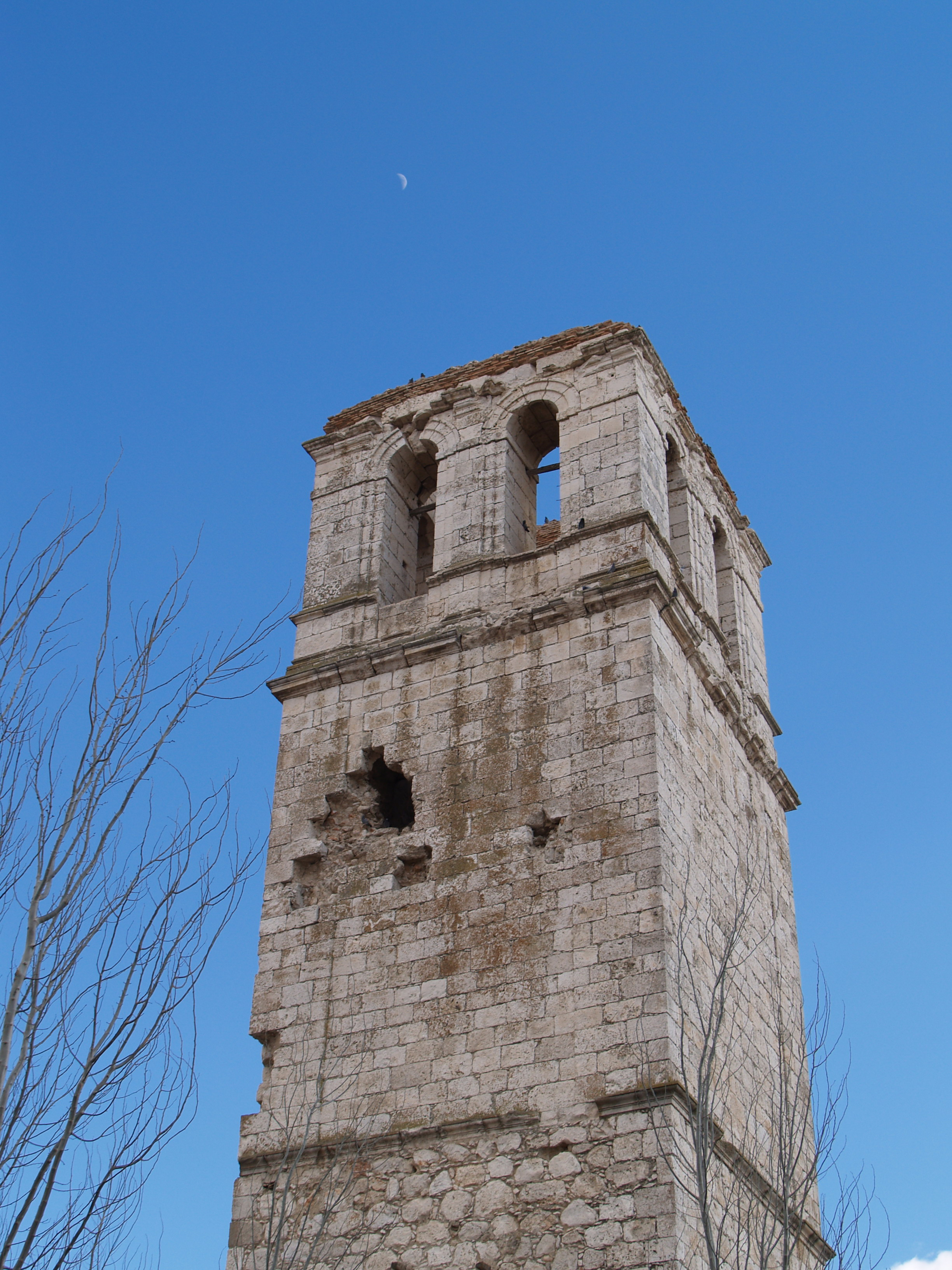
Aspecto de la torre antes de ser restaurada

Pertenece esta torre a la antigua iglesia de San Martín Obispo, cuarta de las parroquias con que la villa de Ocaña contó hasta inicios del siglo XIX. Este templo fue una obra del siglo XV con una preciosa portada plateresca y parroquia hasta 1828. Hoy en día, sólo persiste de ella esta imponente torre de estilo herreriano instalada a los pies de la desaparecida iglesia. Fue construida entre los años 1562 y 1577 bajo la dirección del maestro Francisco Sánchez, ejecutando su sillería los hermanos Lucas y Pedro de Villa (autores también de la Fuente Grande). 
A fecha de 10 de junio de 1981 se inició el expediente para conceder a la torre el estatus de Bien de Interés Cultural. El 16 de marzo de 1993 la torre fue declarada Bien de Interés Cultural mediante un decreto publicado el día 31 de ese mismo mes en el Diario Oficial de Castilla-La Mancha, con la rúbrica del presidente de la comunidad autónoma, José Bono, y el consejero de Educación y Cultura, Juan Sisinio Pérez Garzón.
Durante el año 2009, la torre de San Martín fue restaurada, arreglándose la parte superior, la fachada, y renovando el interior, permitiendo subir hasta la última planta, donde hay actualmente un mirador que estuvo abierto al público únicamente el año de la nueva inauguración, que tuvo lugar el 11 de noviembre de 2009. Es posible acordar visitas para grupos a través de la oficina de turismo. 

## Características

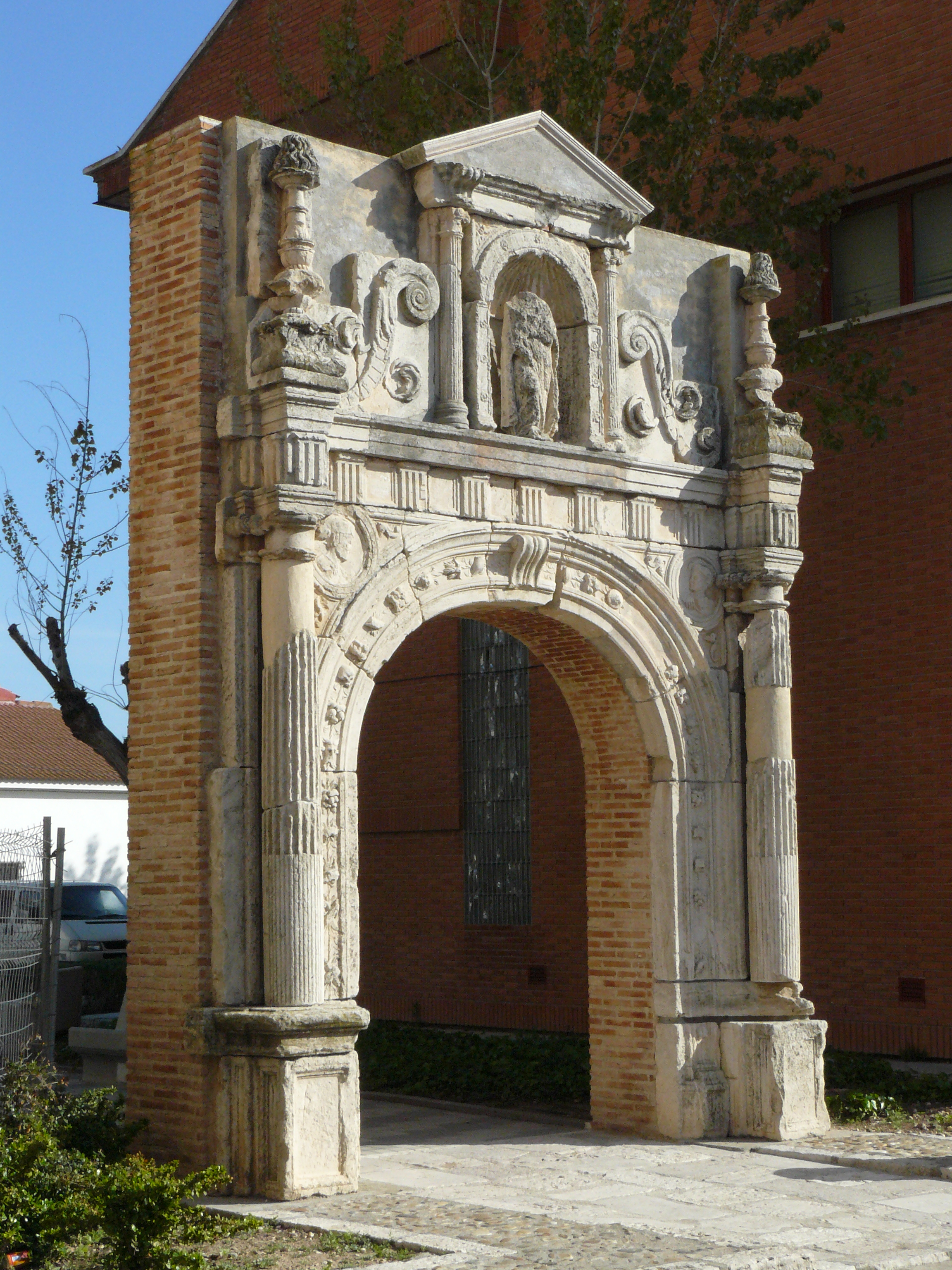
Arco de San Martín junto a la torre

La torre está formada por una planta cuadrada de cinco alturas, dividida en tres tramos. El primer tramo en mampostería con puerta bajo un arco carpanel, cuya imposta moldurada, separa el segundo tramo ciego en mampostería. El tercer tramo está separado por una doble imposta y posee dos huecos con arco de medio punto por lienzo. Hasta hace escasos años se cubría la obra con un tejado apizarrado con aguja a cuatro aguas.